# 機動戦士ガンダムUC (PlayStation 3)
『機動戦士ガンダムUC』（きどうせんしガンダムユニコーン、MOBILE SUIT GUNDAM UNICORN）は、バンダイナムコゲームスより2012年3月8日に発売されたPlayStation 3用アクションゲーム。福井晴敏による同名小説及びアニメ作品を原作としている。

## 概要
『機動戦士ガンダムUC』全エピソード中、アニメ版のepisode 3までをゲーム化しており、主人公バナージ・リンクス視点の物語の他に、敵陣営視点のストーリーも描かれている。通常版と特装版の2種類のパッケージで発売され、特装版ではアニメ版のダイジェストを収録したBlu-rayビデオ「機動戦士ガンダムUC collector's Disc」と、シナンジュ強奪事件を描いた福井晴敏の書き下ろし小説『戦後の戦争』が付属する。ゲーム雑誌『週刊ファミ通』の「新作ゲーム クロスレビュー」コーナーにて、「殿堂入りシルバー」の評価を得た。
ガンダムゲームシリーズで初めてCEROによるレーティングがB(12才以上対象)に引き上げられている

## 登場MS
地球連邦軍
- RX-0 ユニコーンガンダム （ユニコーンモード/デストロイモード）
- RGΖ-95 リゼル
- RGM-89D ジェガンD型
- RGM-89DE ジェガン（エコーズ仕様）
- RGM-89S スタークジェガン
- RGM-89S プロト・スタークジェガン
- D-50C ロト
- MSN-001A1 デルタプラス

ネオ・ジオン残党
- MSN-06S シナンジュ
- NZ-666 クシャトリヤ
- AMS-129 ギラ・ズール
- AMS-129 ギラ・ズール（アンジェロ専用機）
- AMS-129 ギラ・ズール（ギルボア機）
- AMX-009 ドライセン
- AMX-006 ガザD
- MS-21C ドラッツェ
- AMS-119 ギラ・ドーガ

### ダウンロード登場MS
第1弾
MSN-001 デルタガンダム
初回封入特典のプロダクトコードでダウンロード可能となる機体。
MSN-06S シナンジュ・スタイン
シナンジュ改修前の機体。元々はサイコフレーム実験機でクラップ級巡洋艦ウンカイで輸送中に強奪される。
AMS-119 ギラ・ドーガ（フル・フロンタル専用機）
フル・フロンタルがシナンジュ入手前に使用していた、赤いカラーリングの特別仕様ギラ・ドーガ。
AMS-119  ギラ・ドーガ（アンジェロ・ザウパー専用機）
アンジェロ機。ギラ・ドーガ重装型と同じランゲ・ブルーノ砲を装備した機体。
RGM-89D ジェガン（先行配備型）
ジムをイメージされたカラーリングを施された先行配備型ジェガン。シナンジュ・スタイン輸送任務に合わせ先行配備された。

第2弾
MSN-001X ガンダムデルタカイ
試作型フィン・ファンネルを搭載した、サイコミュ装置・ナイトロ搭載の試作型可変モビルスーツ。
RGΖ-95C リゼル（ディフェンダーaユニット）
宙間強襲を目的としミサイルコンテナを搭載した火力重視のディフェンサーaユニット。
RGΖ-95 リゼル（ディフェンサーbユニット）
高出力のメガ・ビーム・ランチャー2門搭載のディフェンサーbユニット。

第3弾
ARX-014 シルヴァ・バレト

第4弾
RX-0 フルアーマー・ユニコーンガンダム

ARX-014P シルヴァ・バレト（ファンネル試験型）
シルヴァ・バレトに有線式フィン・ファンネルを装備した試作機。
AMX-006 ガザD

第5弾
RGM-89DEW EWACジェガン
ジェガンD型を偵察機に改良した機体。

第6弾
RX-93 νガンダム

MSN-04 サザビー

## ダウンロードコンテンツ
ダウンロードコンテンツとして「戦後の戦争」を元にした追加シナリオや、ゲーム版や漫画版『バンデシネ』にしか登場しないオリジナルMSが配信される。
| 弾    | ミッション                                                                            | モビルスーツ | 戦艦                                      | キャラクター                                                              | その他 |
| ----- | ------------------------------------------------------------------------------------- | --- | ----------------------------------------- | ------------------------------------------------------------------------- | --- |
| 第1弾 | エピソード0：戦後の戦争 vsシナンジュ・スタイン vsデルタガンダム                       | MSN-001 デルタガンダム MSN-06S シナンジュ・スタイン AMS-119 ギラ・ドーガ（フル・フロンタル専用機） AMS-119 ギラ・ドーガ（アンジェロ・ザウパー専用機） RGM-89D ジェガン（先行配備型） | クラップ級ラー・デルス クラップ級ウンカイ | クワトロ・バジーナ                                                        | - |
| 第2弾 | vsリゼル（ディフェンサーa） vsリゼル（ディフェンサーb） デルタカイ、胎動 連邦部隊襲撃 | MSN-001X ガンダムデルタカイ RGΖ-95C リゼル（ディフェンダーaユニット） RGΖ-95 リゼル（ディフェンサーbユニット）                                                                       | -                                         | ジュナ･ギブニー ハサン シドー・オモキ ガエル・チャン アーロン・テルジェフ | ムービー「アンジェロ・ザウパー」 タイトルテーマパック1 エンブレムパック1                                                                     |
| 第3弾 | vsシルヴァ・バレト                                                                    | ARX-014 シルヴァ・バレト | -                                         | アレク ベッソン テストパイロット                                          | ムービー「スベロア・ジンネマン」 ムービー「オットー・ミタス」 武器パック「袖付き」 タイトルテーマパック2 エンブレムパック2 エンブレムパック3 |
| 第4弾 | 僕の考えた最強のユニコーン 銀弾は放たれた                                             | RX-0 フルアーマー・ユニコーンガンダム ARX-014P シルヴァ・バレト（ファンネル試験型） AMX-006 ガザD                                                                                    | -                                         | マーサ・ビスト・カーバイン                                                | ムービー「ミコット・バーチ」 ムービー「タクヤ・イレイ」 ムービー「アルベルト・ビスト」 タイトルテーマパック3 エンブレムパック4               |
| 第5弾 | 隠密任務 散華                                                                         | RGM-89DEW EWACジェガン | -                                         | エスタ マルコ トム デニス バンクロフト サボア                             | エンブレムパック5 |
| 第6弾 | vsνガンダム vsサザビー                                                                | RX-93 νガンダム MSN-04 サザビー | -                                         | アムロ・レイ シャア・アズナブル                                           | 武器パック「歴代UC作品」 |

### ミッション
第1弾
エピソード0：戦後の戦争
書き下ろし小説から「シナンジュ強奪事件」のミッション。
vsシナンジュ・スタイン
フル・フロンタル搭乗のシナンジュ・スタインと対決するミッション。
vsデルタガンダム
「HGUC デルタガンダム」封入特典のプロダクトコードでダウンロード可能。クワトロ・バジーナ搭乗のデルタガンダムと対決するミッション。

第2弾
vsリゼル（ディフェンサーa）
ノーム隊長搭乗のリゼル（ディフェンサーaユニット）と対決するミッション。
vsリゼル（ディフェンサーb）
リディ・マーセナス搭乗のリゼル（ディフェンサーbユニット）と対決するミッション。
デルタカイ、胎動
U.C.0094年、ガンダムデルタカイの最終試験に起きた事件を描くミッション。
連邦部隊襲撃
アンジェロがフル・フロンタルと撃墜数を競うミッション。

第3弾
vsシルヴァ・バレト
シルヴァ・バレトと対決するミッション。

第4弾
僕の考えた最強のユニコーン
タクヤが見た夢の中で完成させたフルアーマー・ユニコーンガンダムが活躍するミッション。
銀弾は放たれた
U.C.0092年、シルヴァ・バレト（ファンネル試験型）の実戦テストを描くミッション。

第5弾
隠密任務
EWACジェガンが敵艦隊の旗艦を撮影するために強行偵察を行うミッション。
散華
サボアの最後を描いたミッション。

第6弾
vsνガンダム
アムロ・レイ搭乗のνガンダムと対決するミッション。
vsサザビー
シャア・アズナブル搭乗のサザビーと対決するミッション。